# Susan Murray
Susan Catherine Murray est une personnalité politique britannique, membre des Libéraux démocrates. Elle est députée du Mid Dunbartonshire depuis 2024. Elle remporte le siège face à Amy Callaghan, membre du Parti national écossais.
Elle est conseillère pour le ward de Kirkintilloch East and North and Twechar (en) au sein du conseil d'East Dunbartonshire depuis 2017. Elle est également une femme d'affaires locale et fondatrice d'associations caritatives.